# Camilo Velozo
Camilo Velozo Zúñiga (2 de febrero de 1996) es un karateka chileno. Ganó una de las medallas de bronce en el evento kumite 67 kg en el Campeonato Mundial de Karate de 2018 celebrado en Madrid, España. En los Juegos Panamericanos de 2019 celebrados en Lima, Perú, ganó la medalla de plata en kumite 67 kg.
En 2021, Velozo compitió en el Torneo de Clasificación Olímpica Mundial celebrado en París, Francia, con la esperanza de clasificarse para los Juegos Olímpicos de Verano de 2020 en Tokio, pero fue eliminado en su tercer partido por Sultan Al-Zahrani de Arabia Saudita.
Velozo compitió en la categoría kumite 67 kg en los Juegos Mundiales de 2022 celebrados en Birmingham, Estados Unidos. Ganó la medalla de plata en su prueba de los Juegos Sudamericanos de 2022 celebrados en Asunción, y medalla de bronce en el Campeonato Panamericano de 2023, celebrado en San José. En los Juegos Panamericanos de 2023 obtuvo la medalla de bronce en su categoría, tras perder en semifinales ante su compatriota Tomás Freire.

## Logros
| Año  | Competencia                       | Sede                 | Rango | Evento       |
| ---- | --------------------------------- | -------------------- | ----- | ------------ |
| 2018 | Juegos Sudamericanos              | Cochabamba, Bolivia  | 3.º   | Kumité 67 kg |
| 2018 | Campeonato Mundial de Karate      | Madrid, España       | 3.º   | Kumité 67 kg |
| 2019 | Juegos Panamericanos              | Lima, Perú           | 2.º   | Kumité 67 kg |
| 2022 | Juegos Sudamericanos              | Asunción, Paraguay   | 2.º   | Kumité 67 kg |
| 2023 | Campeonato Panamericano de Karate | San José, Costa Rica | 3.º   | Kumité 67 kg |
| 2023 | Juegos Panamericanos              | Santiago, Chile      | 3.º   | Kumité 67 kg |